# Maciej Krych
Maciej Krych (ur. 18 marca 1953, zm. 27 stycznia 2014 w Atenach) – polski prawnik, urzędnik konsularny i dyplomata.

## Życiorys
Absolwent prawa na Uniwersytecie Warszawskim oraz Akademii Dyplomatycznej w Moskwie (1987). Do polskiej służby dyplomatycznej wstąpił w 1976, pełniąc funkcje w Departamencie Kadr i Odznaczeń MSZ, w Departamencie Konsularnym i Wychodźstwa, attaché w Konsulacie Generalnym w Glasgow (1979–1983), pracownika w Departamencie Konsularnym, konsula w Sydney (1988–1992), konsula generalnego w Los Angeles (1995–1999), Stambule (2003–2005) i Vancouver (2005–2008), zastępcy dyrektora Departamentu Konsularnego (2001–2003, 2008–2012) oraz ambasadora w Grecji (2012–2014), gdzie zmarł.
Był jednym z twórców ustawy o funkcjach konsulów i rozporządzeń wykonawczych do tej ustawy. Prowadził negocjacje konwencji konsularnych, porozumień w zakresie ruchu osobowego, umów o małym ruchu granicznych i umów o reprezentacji wizowej.
Prowadził wykłady z dziedziny prawa dyplomatycznego i konsularnego w KSAP, PISM oraz w Collegium Civitas.
W 1999 za zasługi w pracy z Polonią otrzymał honorowe członkostwo Kongresu Polonii Amerykańskiej.